# Luzula gigantea
Luzula gigantea är en tågväxtart som beskrevs av Nicaise Auguste Desvaux. Luzula gigantea ingår i Frylesläktet som ingår i familjen tågväxter. Inga underarter finns listade i Catalogue of Life.